# Kék út
A Kék út egy nemzetközi turistaút Észak-Európában, Norvégiától Svédországon és Finnországon át Oroszországig.

## Leírása
A Kék út kijelölése szerint az Atlanti-óceán Træna szigetén kezdődik Norvégiában. Innen komppal lehet elérni Nesna tengerparti települést, ahonnan a szárazföldi út indul Mo i Rana városba, majd a Skandináv-hegység fjell-vidékein át Svédországba, a Lappföldre. Az Ume-folyó völgyében, többek között a hatalmas Storuman-tó és a kis Slussfors mellett elhaladva, Lycksele városának érintésével jut el az út Umeåba, ahonnan komppal lehet átkelni Finnországba, Vaasa városába. Innen az út Värtsilän keresztül vezet Oroszországba, Karélia fővárosáig, Petrozavodszkig. A Mo i Rana–Umeå szakaszon az út egybeesik az E12-es úttal. Itt rendszeres buszjárat is közlekedik, ami a turistaút nevét viseli.

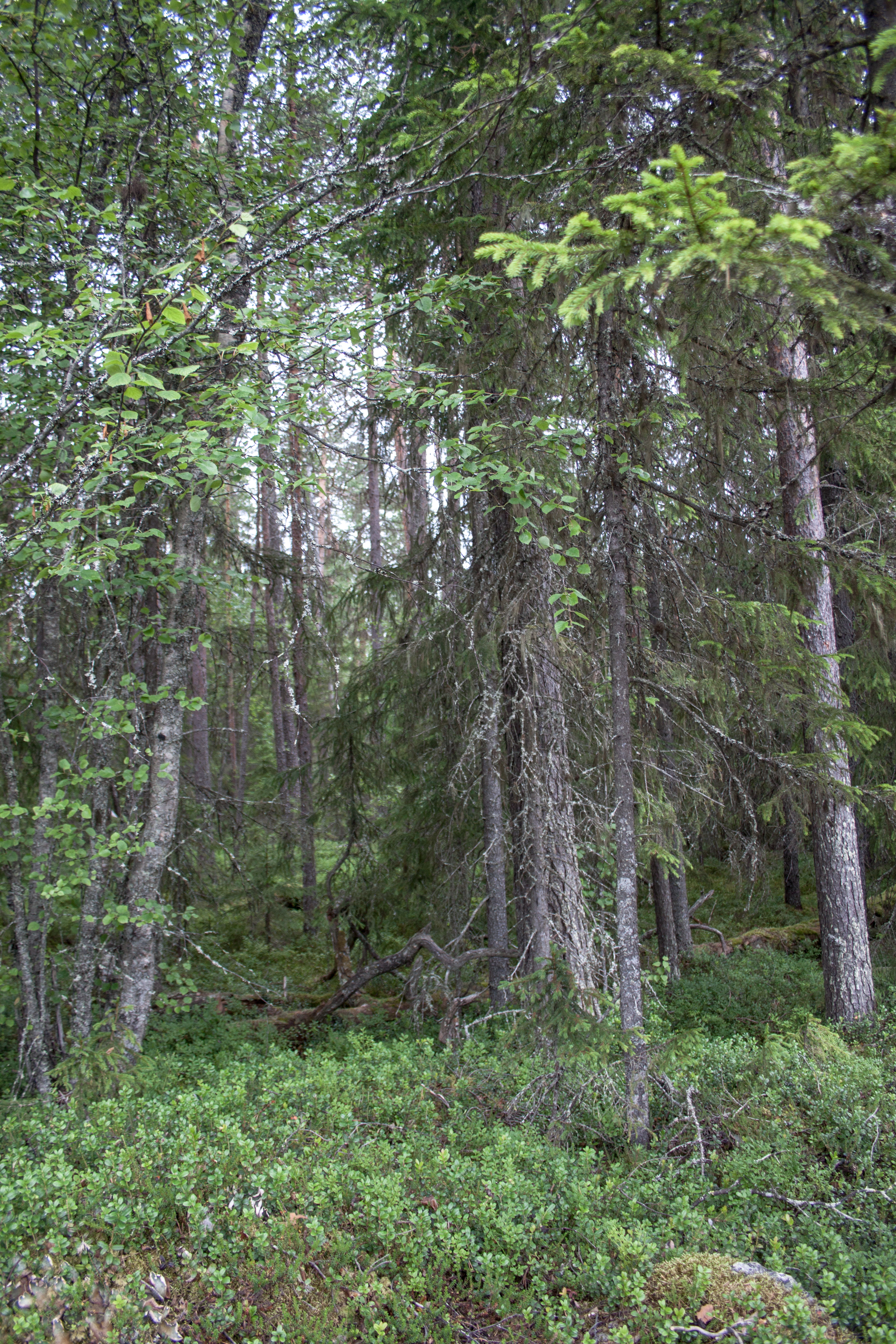
Őserdő-rezervátum a Kék út mentén
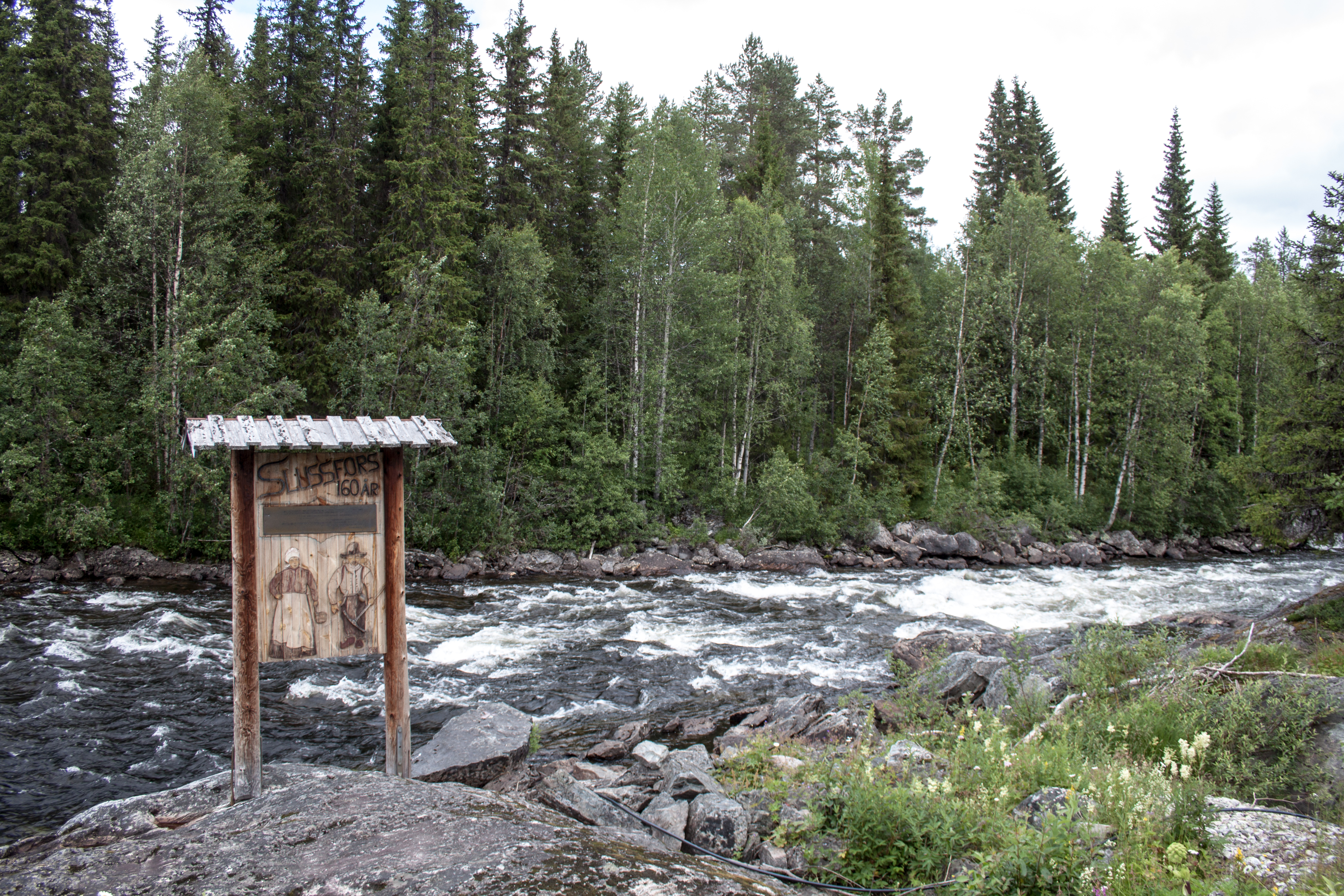
A Slussfors nevű sellő a Kék út mellett
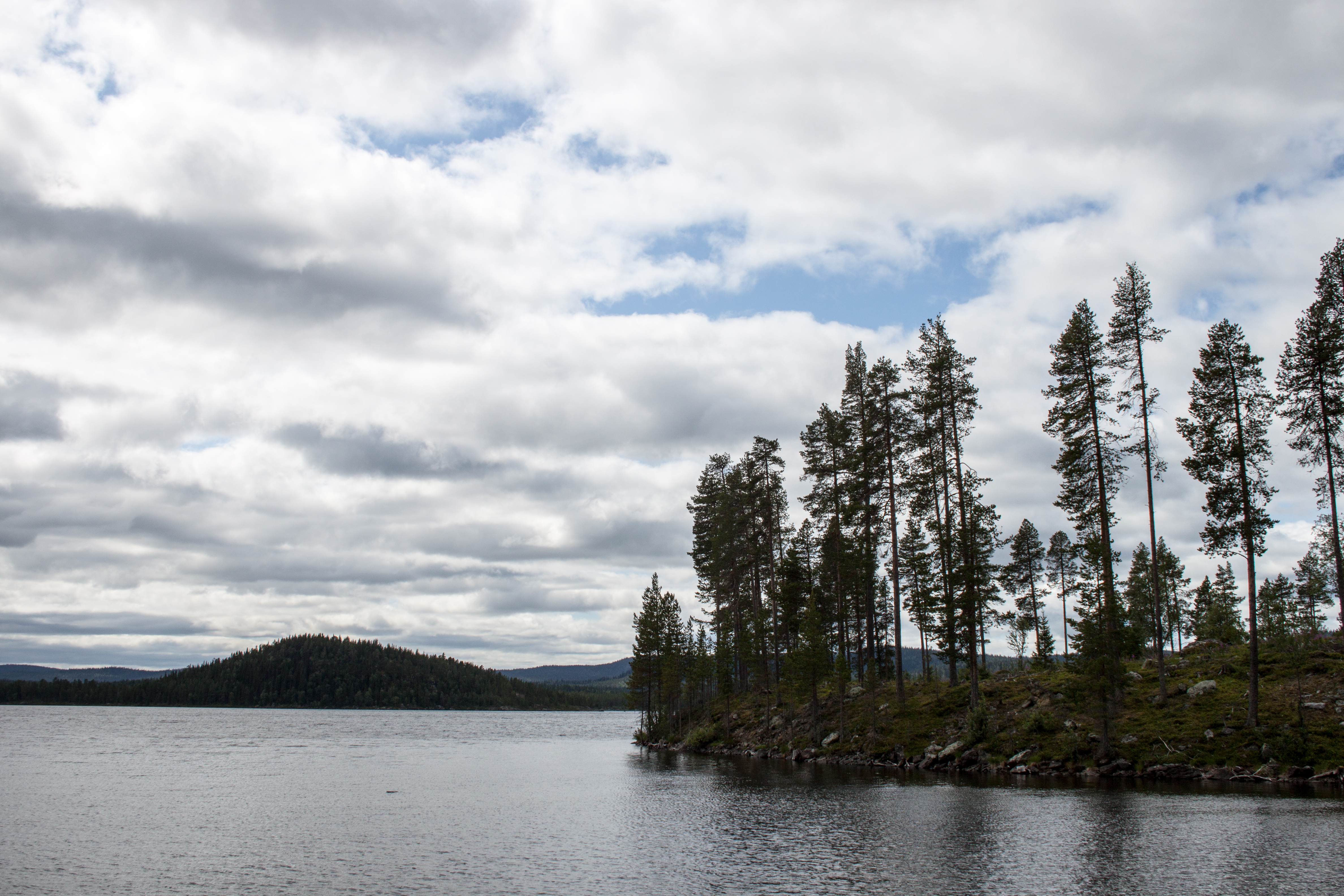
A hatalmas Storuman-tó északi csücske

## Fordítás
- Ez a szócikk részben vagy egészben a Blå vägen című svéd Wikipédia-szócikk ezen változatának fordításán alapul.  Az eredeti cikk szerkesztőit annak laptörténete sorolja fel. Ez a jelzés csupán a megfogalmazás eredetét és a szerzői jogokat jelzi, nem szolgál a cikkben szereplő információk forrásmegjelöléseként.